# Hongxia
Hongxia (红侠; titolo inglese: Red Heroine) è un film cinese del 1929, uno dei primi esempi del genere Wuxia, diretto da Wen Yimin (文逸民). È l'unica pellicola superstite di una serie di 13 film dedicata alle arti marziali.

## Trama
Il generale che comanda l’Armata Occidentale, nella sua irrefrenabile marcia di conquista, attraversa con le truppe un villaggio, i cui abitanti si danno alla fuga; ma la povera giovane Yun Gu, unico sostegno dell’anziana nonna, non volendo abbandonarla, declina l’invito che la sua amica Ehr Ching le rivolge di fuggire con la propria benestante famiglia. È solo troppo tardi quando Yun è convinta da un cugino a fuggire insieme alla nonna: la confusione è troppo grande, i tre si perdono di vista, e, mentre la nonna rimane uccisa nella calca, Yun viene catturata dall’esercito conquistatore, ed è destinata a entrare a far parte dell’harem del generale, nel palazzo del quale viene condotta.
Qui compare provvidenzialmente il vecchio eremita Scimmia Bianca, che la trae in salvo, e la convince a seguire i propri insegnamenti di arti marziali, a seguito dei quali Yun potrà, un giorno, vendicarsi dei torti subiti.
Dopo tre anni la guerra termina, e i rifugiati superstiti, tranne Yun, ritornano al villaggio. Un servitore dei Ching viene scacciato di casa, poiché le sue profferte amorose verso la giovane Ehr vengono giudicate inappropriate: per vendetta, egli fa intendere al generale dell’Armata Occidentale che il padre di Ehr, Xia Ching, intratterrebbe rapporti epistolari compromettenti con un rappresentante del paese nemico. Xia Ching viene quindi arrestato, e la sua rimessa in libertà viene barattata con la consegna presso il generale della figlia Ehr, sulla quale il generale aveva in precedenza posto gli occhi, intendendone farne una componente del proprio harem.
Ehr si consegna spontaneamente presso il palazzo del generale, che tuttavia non mantiene le promesse, e vuole far giustiziare Xia.
A questo punto riappare (in volo) Yun, ormai divenuta “la rossa eroina”, che, con l’aiuto del maestro Scimmia Bianca, libera l’amica Ehr e suo padre, e sconfigge il generale ed il suo seguito.